# سيرفيور 3

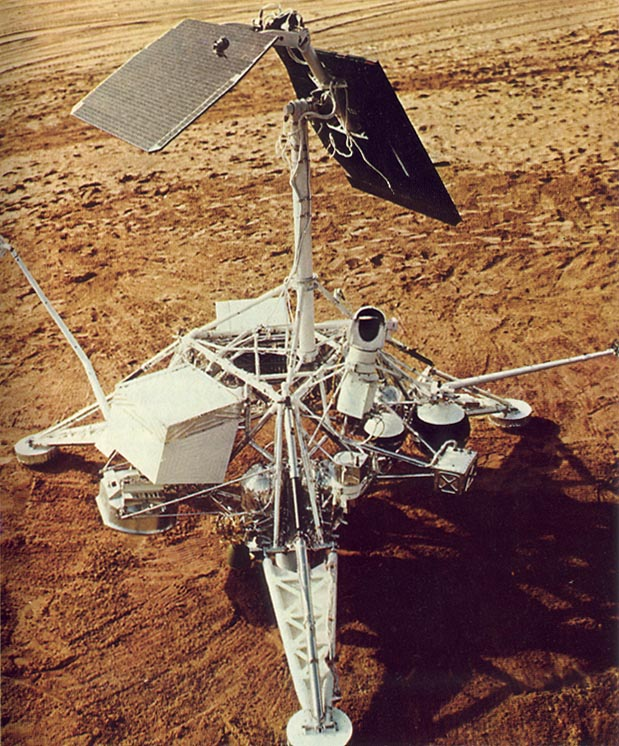
موديل لسيرفيور3

سيرفيور 3  (بالإنجليزية: Surveyor 3)‏ هو ثالث مسبار يهبط على سطح القمر في إطار برنامج سيرفيور الذي أعدته ناسا لاكتشاف القمر. وقد أطلق سيرفيور 3 يزم 17 أبريل عام 1967 حيث هاط بسلام على سطح القمر في 20 أبريل من نفس العام، أي استغرقت رحلته إلى القمر أربعة أيام. وهبط في منطقة مار كوجنيتوم وهي جزء من بحر بروسيلاروم. وقد قام مسبار سيرفيور 3 بإرسال 6.315 من صور التلفزيون إلى الأرض.

## مسيرة البعثة
- أولا، أقلع سيرفيور 1 في 30 مايو 1966 وهبط على سطح القمر بعد بثلاثة أيام وكان أول مسبار للولايات المتحدة الأمريكية يهبط على القمر. وعمل المسبار حتي يوم 14 يوليو 1966 وقام بإرسال 11200 صورة إلى الأرض.إلا أن الاتحاد السوفييتي كان وقد سبق أمريكا إلى هناك بإرساله لونا 9 في 13 فبراير 1966.
- أقلع سيرفيور 2  في 20 سبتمبر 1966 ولم يكن هبوطه هادئا، واصطدم بعنف على سطح القمر وتهشم.

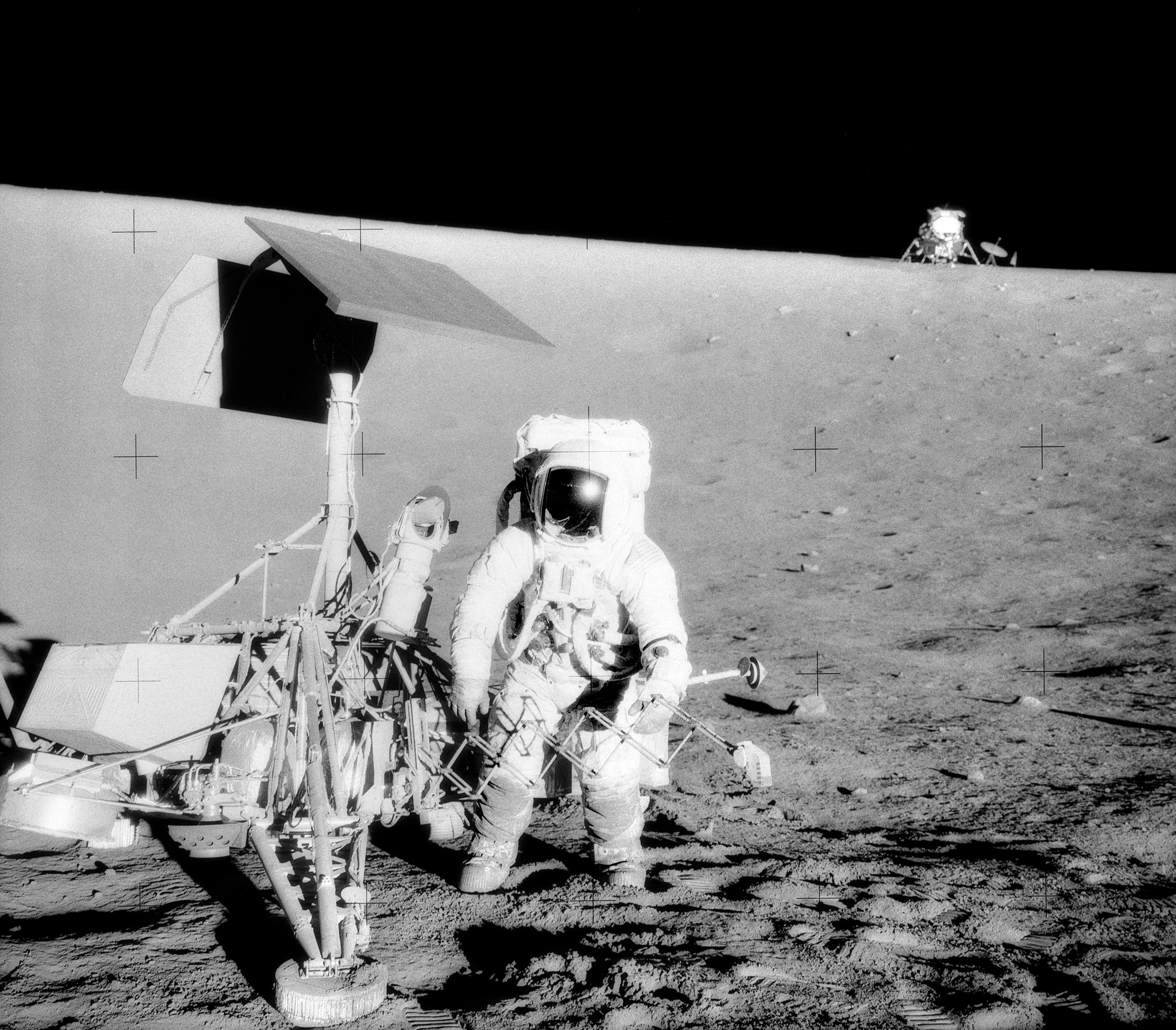
رائد الفضاء من بعثة أبولو 12 يفحص المسبار سيرفيور 3 على سطح القمر.

- أقلعت سيرفيور 3  يوم 17 أبريل 1967، وهبط على القمر بسلام وبقي يرسل المعلومات والصور إلى الأرض حتي 4 مايو 1967. أرسل 6300 صورة وقام بمحاولة ثقب أرضية القمر. واختير سيرفيور 3 مكانا لهبوط بعثة أبولو 12 المأهولة في نوفمبر 1969. وقام الرائدان ألان بين وشارلز كونراد بفك بعض أجزائه وعادا بها إلى الأرض. وتبين من فحص الكاميرا أن ميكروبات أصلها من الأرض من نوع Streptococcus mitus كانت قد تعلقت بعازل الكاميرا وجفت على القمر. وقام الخبراء بعملية إعادة تنشيط البكتريا ونجحت المحاولة وربما كان ذلك دليلا على إمكانية احتفاظ البكتريا على حيويتها في الفضاء الخارجي.
- أقلع سيرفيور 4  في 14 يوليو 1967، ولكن في هذه المرة أيضا لم ينجح الهبوط الهادئ.
- أقلع سيرفيور 5  يوم 8 سبتمبر 1967 وهبط بعد الإقلاع بثلاثة أيام هائا على سطح القمر وأرسل 19.000 صورة حتي 17 ديسمبر، كما قام بتحليل عينة من التربة وHرسل نتائجها.
- سيرفيور 6 : أقلع في 7 نوفمبر 1967 وهبط سالما على القمر، وعمل حتي 14 ديسمبر 1967. وقام سيرفيور 6 بأرسال 15.000 صورة ومعلومات أخرى كثيرة. وفي 17 نوفمبر 1967 قام خبراء المتابعة من الأرض بتشغيل المحرك الصاروخي للمسبار وانتقل المسبار مسافة 5و2 متر واتخذ مكانه الجديد.
- سيرفيور 7 : أقلع سيرفيور 7 في 7 يناير 1968 وهبط بهدوء على سطح القمر في منطقة  فوهة تايخو. وأرسل المسبار 21.000 صورة إلى الأرض حتي تاريخ 21 فبراير 1968.

## معرض صور

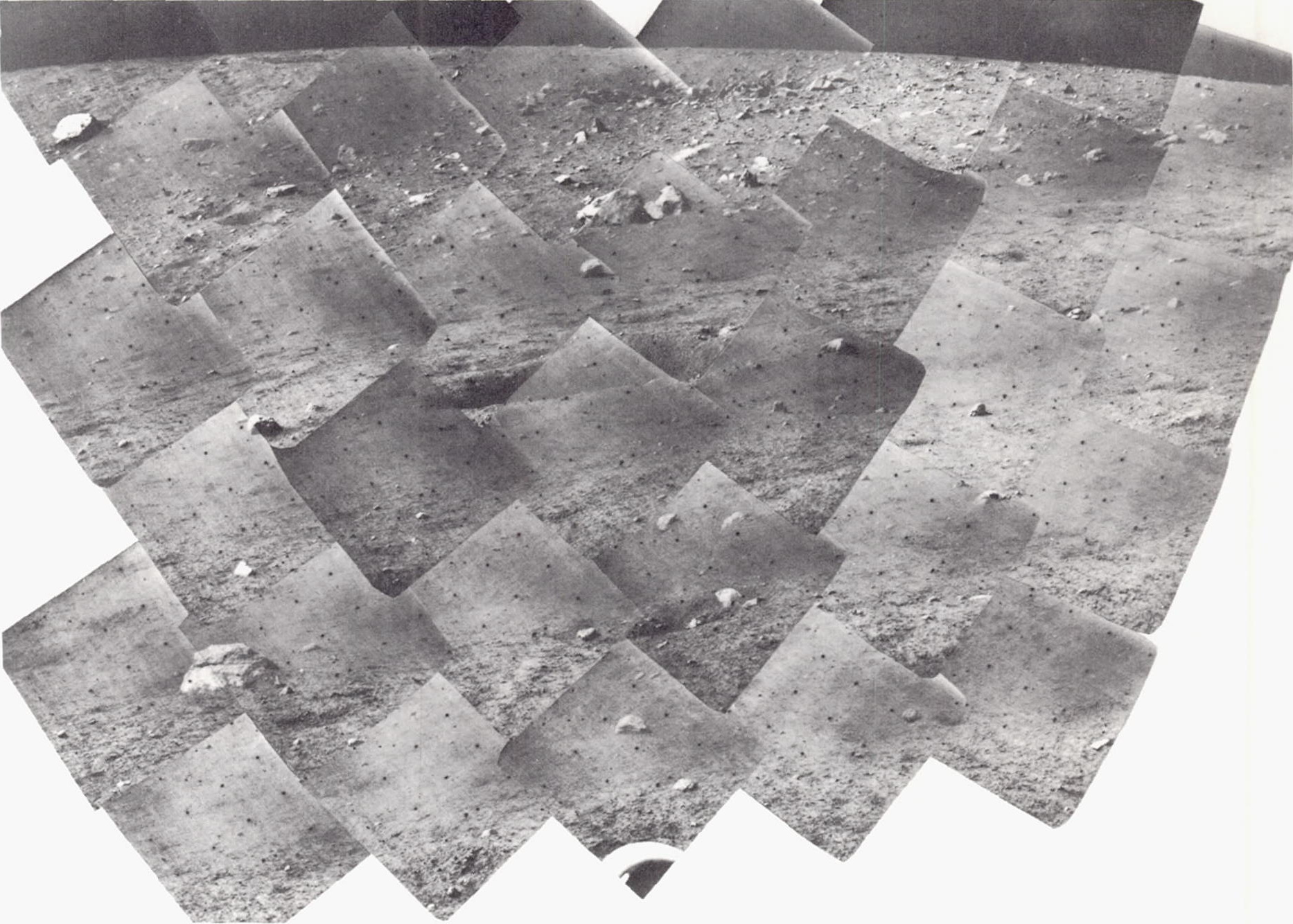
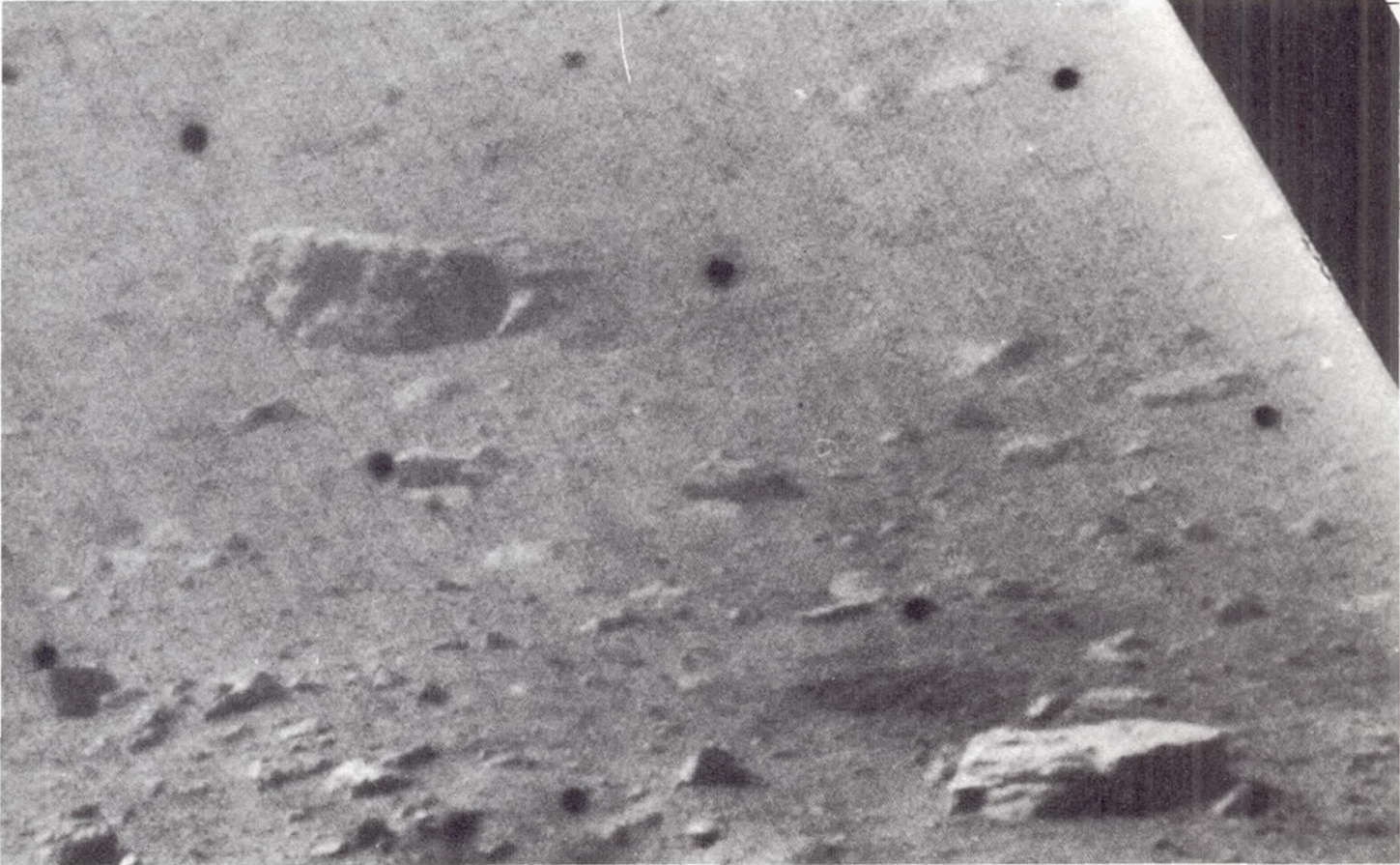
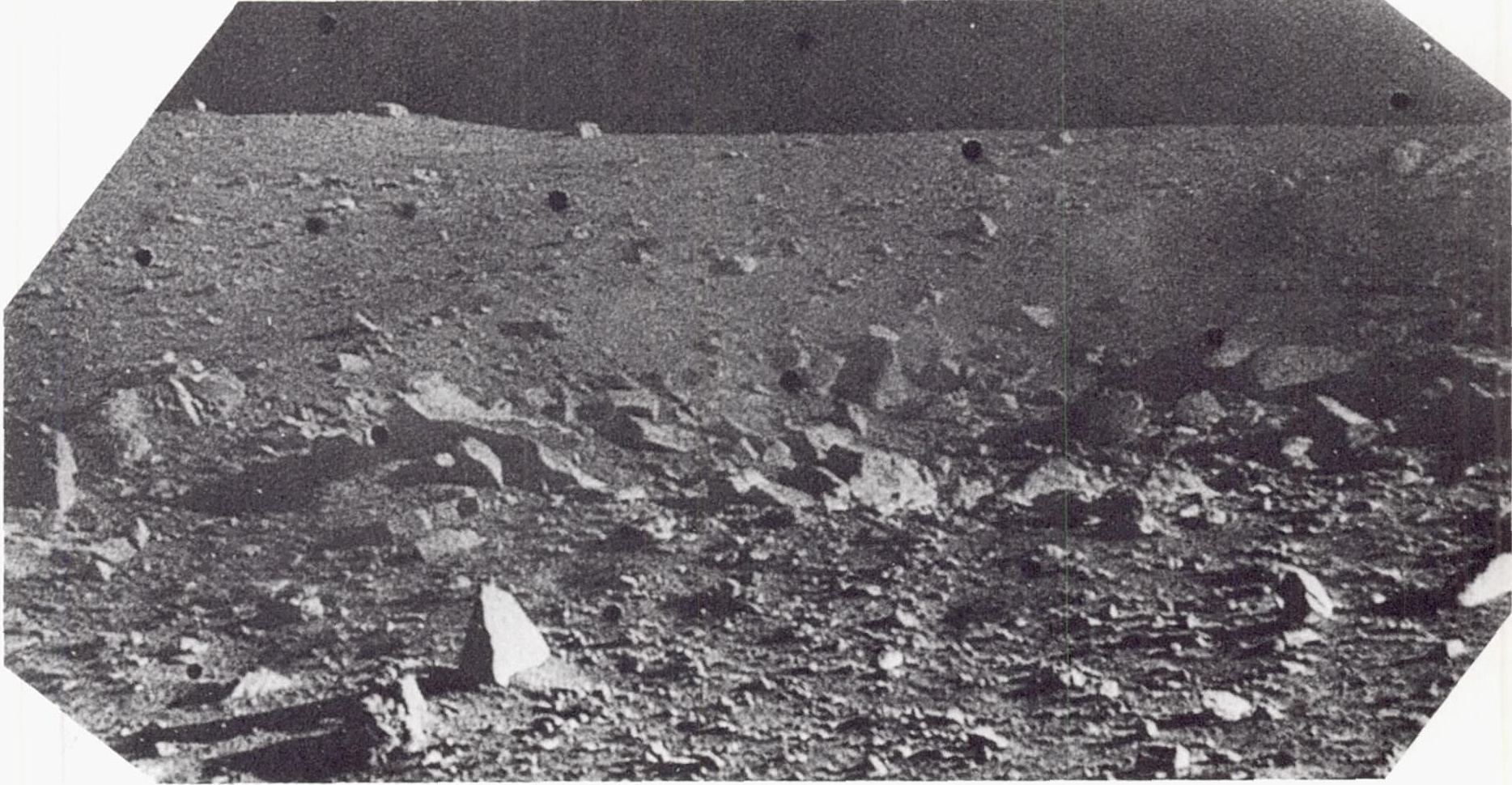
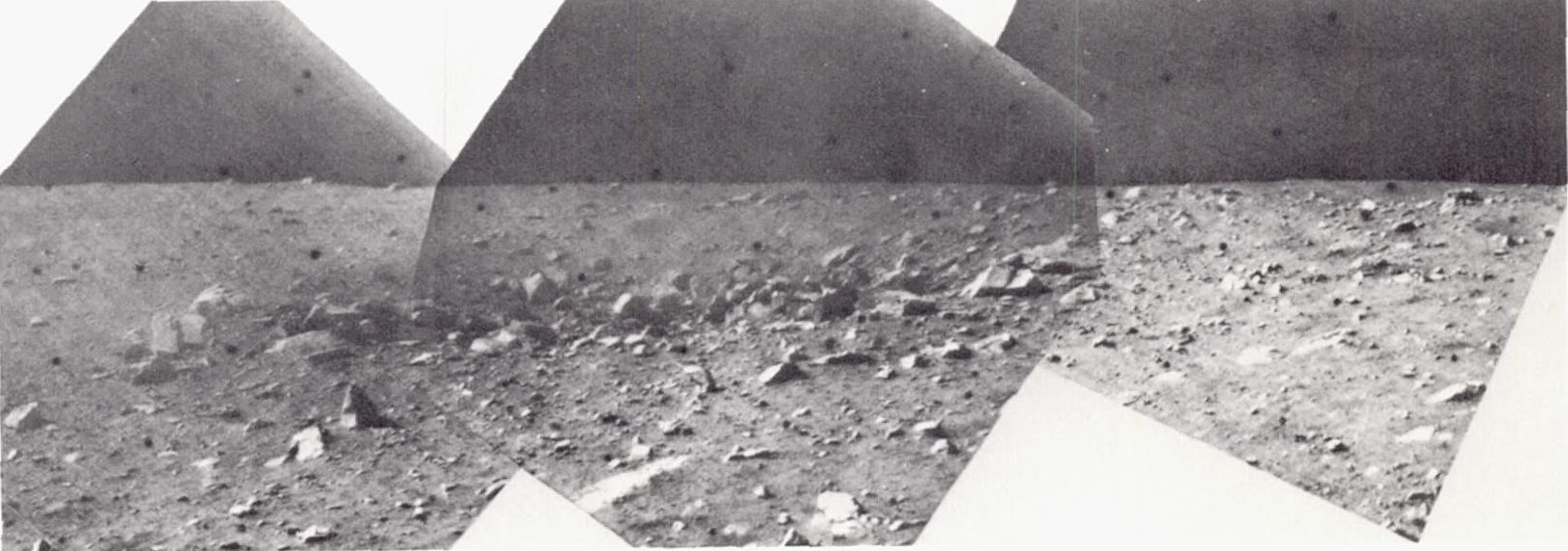

## اقرأ أيضا
- تشانغ إي-3